# Caetanópolis
Caetanópolis is een gemeente in de Braziliaanse deelstaat Minas Gerais. De gemeente telt 10.040 inwoners (schatting 2009).

## Aangrenzende gemeenten
De gemeente grenst aan Paraopeba en Sete Lagoas.

## Verkeer en vervoer
De plaats ligt aan de radiale snelweg BR-040 tussen Brasilia en Rio de Janeiro. Daarnaast ligt ze aan de wegen BR-135 en MG-231.